# Retour à Keltria
Le Retour à Keltria (en anglais Henge of Keltria, littéralement Accroche de ou Raccord avec Keltria) abrégée en HK, est un ancien ordre druidique international, fondé en 1988 à la fois comme organisation religieuse et éducative. Il s’agissait d’une entité à but non lucratif enregistrée au titre de la section 501(c)(3) du Code des impôts des États-Unis. Elle est généralement considérée comme l’un des premiers ordres druidiques américains à s’être explicitement référé à la tradition celtique. Cet ordre puisait principalement son inspiration dans le Cycle mythologique de la mythologie irlandaise, ainsi que dans quelques autres textes anciens d’origine celtique ou brittonique.

## Histoire
La Henge of Keltria commença à s’organiser en 1988 en tant que groupe dissident issu de Ár nDraíocht Féin (ADF), avec des bosquets initiaux situés au Minnesota, au Massachusetts et au Texas.
Les statuts de l’organisation établissaient une division binaire de sa structure : d’une part, une entité laïque composée d’un président, d’un vice-président, d’un secrétaire, d’un trésorier, ainsi que de trois administrateurs ad hoc ; ce conseil d’administration était responsable de toutes les activités opérationnelles de l’organisation. D’autre part, un ordre religieux comprenant un Archidruide élu ainsi que des Anciens élus, lesquels formaient ensemble le Conseil des Anciens chargé d’orienter la doctrine théologique de l’église et de maintenir les standards religieux au sein de l’ordre.
L’organisation fut enregistrée comme corporation à but non lucratif auprès de l’État du Minnesota en 1995, et reçut sa lettre de détermination 501(c)(3) de l’IRS en 2005.
Dès 1989, elle initia la publication d’un bulletin trimestriel intitulé Henge Happenings, destiné à ses membres. La même année, la HoK lança également une revue à diffusion publique intitulée Keltria: Journal of Druidism and Celtic Magick. Cette dernière, davantage axée sur des articles de fond et moins centrée sur l’actualité interne, cessa toutefois sa publication en 1998 après 39 numéros, pour ne la reprendre qu’en 2012 après une interruption de treize années.
Au 31 octobre 2017, la corporation Henge of Keltria fut officiellement dissoute, et l’adhésion de nouveaux membres fut définitivement suspendue.

## Croyances fondamentales
La pratique druidique keltrienne reconnaissait trois niveaux d’expérience spirituelle : l’Anneau du Bouleau, l’Anneau de l’If, et l’Anneau du Chêne. Elle promouvait également trois sphères d’engagement : le service bardique, le service du devin, et le service du druide.
Les trois fondements du druidisme keltrien étaient les suivants :
- la relation aux ancêtres,
- l’interaction avec les esprits de la nature,
- le culte des dieux et des déesses, dans un cadre spécifiquement celtique.

La croyance, en tant que telle, était considérée comme secondaire : ce sont les actions et les pratiques rituelles qui déterminaient la voie suivie par l’individu.

## Publications
La Henge of Keltria a produit les publications suivantes :
- Henge Happenings : bulletin officiel trimestriel de l’organisation ;
- Keltria: Journal of Druidism and Celtic Magick ;
- Serpent's Stone: A Journal of Druidic Wisdom ;
- The Henge of Keltria Book of Ritual ;
- The Henge of Keltria Grove Leaders Handbook.